# Traité de Berlin (1885)
Pour les articles homonymes, voir Traité de Berlin.
Le traité de Berlin est signé, à la suite de la conférence de Berlin, par la France, le Royaume-Uni, l'Italie, les États-Unis, la Belgique, les Pays-Bas, la Suède et l'Allemagne. Il détermine les règles de comportement auxquelles les puissances acceptent de se soumettre dans le cadre de leurs politiques africaines respectives. C'est aussi le moment de la création de l'État Indépendant du Congo. 
- Les puissances s'engagent à interdire l'esclavage dans leurs possessions actuelles et acquisitions ultérieures. Ces engagements restent de principes et ne seront pas appliqués.

- Établissement d'une vaste zone de libre-échange dans le bassin conventionnel du Congo ainsi que la liberté de commerce sur le fleuve Niger.

- Obligation d'avoir effectivement occupé une côte pour en être déclaré possesseur et obligation de prévenir les signataires des acquisitions en cours afin de permettre d'éventuels arbitrages (rien n'est dit pour l'intérieur des terres).

- L'État Indépendant du Congo est reconnu, avec comme souverain Léopold II de Belgique. Ses frontières sont sensiblement les mêmes que celles de l'actuelle République Démocratique du Congo. Du fait du "droit de préférence" accordé par l'Association internationale du Congo (à l'origine du nouvel état) à la France, le nouvel état ne peut être cédé qu'à celle-ci. Ce droit sera encore souligné en 1960 par le général de Gaulle au moment de l'indépendance de ce qui était alors le Congo belge. Pour satisfaire les Britanniques et les Allemands, l'État Indépendant du Congo se déclare libre-échangiste.

Les nombreuses questions laissées en suspens par cette conférence (Égypte, Maroc, sources du Nil, souveraineté sur le Niger, République boer, Éthiopie) qui seront à l'origine de conflits diplomatiques violents prouve que rien ou presque ne fut réglé à Berlin en 1885.